# Rainer Stahel
 (janvier 2025).
Si vous disposez d'ouvrages ou d'articles de référence ou si vous connaissez des sites web de qualité traitant du thème abordé ici, merci de compléter l'article en donnant les références utiles à sa vérifiabilité et en les liant à la section « Notes et références ».
Rainer Stahel, aussi orthographié Reiner, né le 15 janvier 1892, mort le 30 novembre 1955, était un général ayant servi dans l'armée allemande et finlandaise, commandant de garnison de Rome, de Vilnius (juillet 1944) et de Varsovie lors de l'insurrection.

## Première Guerre mondiale
Reiner Stahel s'engage dans l'armée allemande dès le début du conflit et sert au 130e régiment d'infanterie sur le front ouest, puis dans le 27e bataillon de jägers et combat autour du golfe de Riga. Reiner Stahel retourne en Finlande comme commandant dans l'armée le 1er mars 1918.

## Guerre civile
Reiner Stahel commande la 5e brigade de Jägers, puis passe à la garde civile à Turku pour la formation de 1920 à 1925, prend la nationalité finlandaise, et enfin est versé dans la réserve.

## Seconde Guerre mondiale
Fin 1934, il retourne avec sa famille en Allemagne et sert dans la Luftwaffe pour le développement de l'armement antiaérien. Reiner Stahel sert dans le 71e bataillon de réserve antiaérien en 1938, dans la ville d'Augsbourg. Part comme conseiller technique dans la France vichyste en juin 1940; et commande le 9e régiment anti-aérien. Avec le déclenchement de l'opération Barbarossa, Reiner Stahel sert à partir du 18 janvier 1942 dans le sud de la Russie. Il passe général en janvier, commande la 22e brigade anti-aérienne (de) et est muté à Messine. Après la retraite de Sicile, Reiner Stahel devient le commandant militaire de la ville de Rome le 10 septembre 1943. À l’approche de la déportation des Juifs romains en 1943, le pape Pie XII lui envoie son agent de liaison pour éviter la déportation. Stahel lui répond qu’il n’a rien à voir avec celle-ci, l’action était de la seule responsabilité des SS. « Néanmoins, j’ai bien sûr immédiatement porté vos préoccupations à l’attention des autorités compétentes. » Plus concrètement, il imprime de nombreuses lettres de protection qui interdisent les perquisitions dans les maisons religieuses romaines et sauvent ainsi les Juifs et les antifascistes qui s’y cachent. Il est nommé responsable de la ville de Vilnius en juillet 1944 où il se bat contre l'Armée rouge et la résistance polonaise de l'Armée de l'Intérieur (cf Opération Ostra Brama). Le 24 juillet, il se bat à Varsovie lors de l'Insurrection de Varsovie un temps encerclé, il est mis sous les ordres SS au moment de la répression. Avec le reflux des troupes allemandes, il est le dernier commandant à Bucarest le 26 août 1944. C'est là qu'il est capturé avec le maréchal roumain Ion Antonescu.
Le NKVD l'arrête le 20 septembre 1944. Interrogé sur son rôle lors de l'insurrection de Varsovie, où il avait couvert ou provoqué des exécutions de civils, il est envoyé au goulag. Là, selon les sources, sa fin diffère : les Soviétiques le dirent mort à la prison de Vladimir le 30 novembre 1952, mais d'autres sources font mention de sa mort en 1955 dans un camp d'officiers généraux à Voïkovo (en), près d'Ivanovo, d'une crise cardiaque, alors qu'il était informé de son possible retour en Allemagne.